# Carpophthoromyia procera
Carpophthoromyia procera är en tvåvingeart som först beskrevs av Günther Enderlein 1920.  Carpophthoromyia procera ingår i släktet Carpophthoromyia och familjen borrflugor. Inga underarter finns listade.